# Aechmea rubiginosa
Espèce
Classification phylogénétique
Synonymes
- Chevaliera rubiginosa (Mez) L.B.Sm. & W.J.Kress
- Aechmea magdalenae (André) André ex Baker

Aechmea rubiginosa est une espèce de plantes de la famille des Bromeliaceae, originaire du Venezuela.

## Synonymes
- Chevaliera rubiginosa (Mez) L.B.Sm. & W.J.Kress[2] ;
- Aechmea magdalenae auct. non (André) André ex Baker[2],[note 1].

## Distribution
Sa distribution totale n'est pas connue, mais l'espèce se rencontre au moins dans deux États du Venezuela, ceux de Bolívar et d'Amazonas.